# Brazilské císařství
Brazilské císařství (portugalsky Império do Brasil) je označení pro bývalý stát na území Brazílie v letech 1822–1889. Brazilské císařství je přímým předchůdcem dnešní Brazílie. Císařství vzniklo v roce 1822 oddělením od Portugalska pod vedením korunního prince Pedra I. a zaniklo vojenským převratem v roce 1889 jenž svrhnul jeho syna císaře Pedra II.

## Cesta k samostatnosti
Roku 1532 začala portugalská kolonizace brazilského pobřeží a později i vnitrozemí. Koloniální Brazílie byla knížectvím zcela podřízeným správě Lisabonu. Stěžejním rokem pro brazilskou nezávislost se stal rok 1807.

### Utvoření Spojeného království Portugalska, Brazílie a Algarves
V říjnu 1807 po obsazení Lisabonu vojskem Napoleona Bonaparta uprchl portugalský regent princ Jan spolu se svou matkou královnou Marií I. a dvorem s asi 15 000 dvořany do tehdejší portugalské kolonie Brazílie. Po tomto přesunu královského rodu do Brazílie, bylo učiněno zrovnoprávnění brazilské kolonie s Portugalským královstvím a bylo utvořeno Spojené království Portugalska, Brazílie a Algarves. Toto nově vytvořené Spojené království Portugalska, Brazílie a Algarves byl jednotný jediný stát tří rovných celků (de facto jen 2), jehož panovník měl nový titul: král Spojeného království Portugalska, Brazílie a Algarves. V roce 1816 zemřela královna Marie I. a králem se stal její syn Jan VI. Portugalský. Po Napoleonově pádu zasedla v Portugalsku prozatímní vláda, která v roce 1820 vyzvala krále Jana VI. k návratu. Ten byl po svém příjezdu nucen uznat novou ústavu, která nastolila konstituční monarchii. Králův syn Dom Pedro zůstal v Brazílii a převzal v ní regentství a funkci místokrále.

### Vyhlášení brazilského císařství
Po návratu královské rodiny do Portugalska, v Lisabonu následně cortesy (lidové shromáždění) zrušily rovnoprávnost Portugalska a Brazílie a snažily se obnovit její koloniální status, což v Brazílii vedlo k hnutí za nezávislost, do jehož čela se postavil právě Dom Pedro, jenž byl vždy nakloněn liberálním myšlenkám. Dom Pedro nakonec vyhlásil nezávislost Brazílie na Portugalsku a 12. října 1822 byl jako Pedro I. prohlášen císařem Brazílie. Titul císaře namísto krále, měl zdůraznit rozmanitost Brazílie a částečně emulovat Napoleona, jako liberála a revolucionáře.

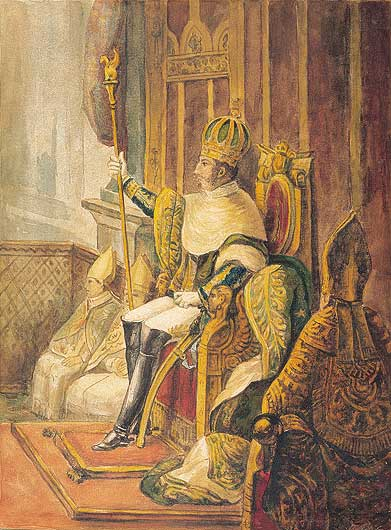
Korunovace Pedra I. brazilským císařem

## Zlatá léta brazilského císařství
Území Uruguaye bylo zpočátku okupováno Brazílií, ale v roce 1825 v důsledku Argentinsko-brazilské války v letech 1825–1828, jíž Brazílie prohrála, vznikla nezávislá Uruguayská republika. Svoji suverenitu musela Uruguay bránit hned po svém vzniku ve válce se sousední Argentinou v letech 1839–1851.

Brazilské provincie v roce 1825

V roce 1826 se císař Pedro I. (Petr I.) stal portugalským králem Petrem IV., ale ještě téhož roku byl donucen k abdikaci ve prospěch své sedmileté dcery Marie. V roce 1831 nastala podobná situace v Brazílii, kde byl císař Pedro I. donucen brazilským parlamentem k abdikaci a císařem se stal jeho teprve pětiletý syn Pedro II. Brazilský (1825–1891), který se ovšem vlády oficiálně ujal až v roce 1840, kdy byl parlamentem prohlášen za plnoletého. 18. července 1841 byl Pedro II. korunován brazilským císařem.

## Vyhlášení republiky
Pedro II. vládl jako brazilský císař 49 let. Přinesl Brazílii ekonomickou stabilitu a pokrok. Na konci jeho vlády bylo v Riu de Janeiru 118 škol. Pedro také podnikal kroky ke zrušení otrokářství. Neočekávaně dlouhá a nákladná Paraguayská válka z let 1865–1870 značně zmenšila jeho popularitu. Vojenský převrat 15. listopadu 1889 svrhl monarchii. Císař a jeho rodina odešli do exilu v Evropě. Nová brazilská vláda utvořila novou federativní Brazílii po vzoru USA.

## Seznam Brazilských císařů
Dynastie Braganza
- 1822–1831: Pedro I. Brazilský
- 1831–1889: Pedro II. Brazilský – skutečně vládl od roku 1840
  - 1831–1840 regentská rada za nezletilého Pedra II.

### Titulární císařové po roce 1889
Dynastie Braganza a později Dynastie Orléans-Braganza – legitimní větev, oficiální nárok.
- 1889–1891: Pedro II. Brazilský
- 1891–1921: Isabela Brazilská
- 1921–1981: Princ Pedro Henrique Orléans-Braganza
- 1981–současnost: Princ Luís Orléans-Braganza